# Charlotte Bravard
Charlotte Bravard (nascuda el 12 de gener de 1992) és una ciclista de carreres professional francesa retirada, que va competir professionalment entre 2011 i 2019 per als equips Specialized Mazda SGC i FDJ Nouvelle-Aquitaine Futuroscope.
Bravard va ser la guanyadora del Campionat Nacional francès de curses en carretera de 2017. A principi de la dècada del 2020 treballa com a directora esportiva de l'equip continental femení UCI St. Michel–Preference Home–Auber93.
La germana gran de Bravard Melanie Bravard també va competir professionalment com a ciclista. El 2020, Bravard va donar a llum un fill, amb la seva parella i company de bicicleta, Baptiste Bleier.

## Palmarès
- 2015
  - 1a al Clàssic femení de Vienne Poitou-Charentes
- 2016
  - 1a al Tour del Charente Marítim i vencedora de 2 etapes
- 2017
  -  Campiona de França en ruta